# Хансен, Лассе Норман
Лассе Норман Хансен (дат. Lasse Norman Hansen; род. 11 февраля 1992, Фоборг, Южная Дания) — датский профессиональный шоссейный и трековый велогонщик. Олимпийский чемпион в омниуме на летних Олимпийских играх 2012 года и в мэдисоне на летних Олимпийских играх 2020 года; двукратный чемпион мира в мэдисоне и командном преследовании, двукратный чемпион Европы в мэдисоне.

## Достижения

### Трек
2008
1-й  Чемпион Дании — Скрэтч (юниоры)
1-й  Чемпион Дании — Гонка преследования (юниоры)
2009
1-й  Чемпион Дании — Скрэтч (юниоры)
1-й  Чемпион Дании — Командная гонка преследования (юниоры)
1-й  Чемпион Дании — Гонка по очкам (юниоры)
1-й  Чемпион Дании — Гит (юниоры)
2010
1-й  Чемпион Дании — Гит
1-й  Чемпион Дании — Омниум
1-й  Чемпион мира — Гонка преследования (юниоры)
8-й Чемпионат мира — Индивидуальная гонка преследования
2011
1-й  Чемпион Дании — Гит
1-й  Чемпион Дании — Индивидуальная гонка преследования
1-й  Чемпион Дании -Гонка по очкам
2-й  Чемпионат Европы — Командная гонка преследования
9-й Чемпионат мира — Командная гонка преследования
2012
1-й  Летние Олимпийские игры — Омниум
1-й Кубок мира по трековым велогонкам — Индивидуальная гонка преследования, Глазго,  Великобритания
1-й Кубок мира по трековым велогонкам — Командная гонка преследования, Глазго,  Великобритания
3-й  Чемпионат мира — Омниум
7-й Чемпионат мира — Командная гонка преследования
2013
1-й Шесть дней Копенгагена (вместе с Михаэлем Мёркёвом)
2-й  Чемпионат мира — Омниум
2-й Кубок мира по трековым велогонкам — Гонка по очкам, Манчестер,  Великобритания
2-й Кубок мира по трековым велогонкам — Командная гонка преследования, Агуаскальентес,  Мексика
3-й  Чемпионат мира — Командная гонка преследования
3-й Кубок мира по трековым велогонкам — Командная гонка преследования, Манчестер,  Великобритания
2014
2-й  Чемпионат мира — Командная гонка преследования
3-й Кубок мира по трековым велогонкам — Командная гонка преследования, Лондон,  Великобритания
2015
1-й Кубок мира по трековым велогонкам — Омниум, Кеймбридж,  Новая Зеландия
2-й  Чемпионат Европы — Омниум
3-й  Чемпионат Европы — Командная гонка преследования
2016
2-й Кубок мира по трековым велогонкам — Омниум, Гонконг,  Гонконг
3-й  Летние Олимпийские игры — Командная гонка преследования
3-й  Летние Олимпийские игры — Омниум
3-й  Чемпионат мира — Командная гонка преследования
5-й Чемпионат мира — Омниум

### Шоссе
2009
1-й  Чемпион Дании — Групповая гонка (юниоры)
1-й  Чемпион Дании — Индивидуальная гонка (юниоры)
1-й — Tour de Basse-Saxe juniors — Генеральная классификация (юниоры)
2-й Чемпионат Дании — Командная гонка с раздельным стартом (юниоры)
3-й  Чемпионат мира — Индивидуальная гонка (юниоры)
2010
1-й  Чемпион Дании — Индивидуальная гонка (юниоры)
1-й — Tour du Pays de Vaud — Генеральная классификация (юниоры)
1-й — Этап 3
1-й — Этапы 1 и 3 Гран-при Рублиланда (юниоры)
2011
1-й — Этап 2 Кубок наций Долины Сагеней
3-й Чемпионат Дании — Индивидуальная гонка U23
2012
1-й — Этап 7 Rás Tailteann
3-й Чемпионат Дании — Индивидуальная гонка U23
4-й Чемпионат мира — Индивидуальная гонка U23
10-й Чемпионат Европы — Индивидуальная гонка U23
2013
1-й  Чемпион Дании — Групповая гонка U23
1-й  Чемпион Дании — Индивидуальная гонка U23
1-й — Гран-при Хернинга
1-й — Эшборн — Франкфурт U23
1-й — Этап 2 (ИГ) Тур Берлина U23
2-й — Тур Тюрингии — Генеральная классификация U23
3-й  Чемпионат мира — Индивидуальная гонка U23
5-й Чемпионат Дании — Индивидуальная гонка
8-й — Chrono Champenois
2014
3-й — Тур Дубая — Генеральная классификация
2015
5-й — Тур Альберты — Генеральная классификация
1-й — Этап 5
9-й — Velothon Berlin
2016
3-й Чемпионат Дании — Групповая гонка
2017
1-й  Тур Швейцарии — Горная классификация
3-й — Дварс дор Вест-Фландерен
2018
1-й — Этап 1 Хералд Сан Тур
3-й — Тур Дании — Генеральная классификация
1-й — Этап 1
8-й — Тур Лимбурга

## Статистика выступлений
| Гранд-тур       | 2017 | 2018 |
| --------------- | ---- | ---- |
| Джиро д’Италия  | —    | —    |
| Тур де Франс    | —    | —    |
| Вуэльта Испании | 139  |      |

| —  | Не участвовал  |
| НФ | Не финишировал |